# Фёдоровка (Дубровский район)
Фёдоровка — деревня в Ду́бровском районе Брянской области, в составе Дубровского городского поселения. Расположена в 6 км к западу от посёлка городского типа Дубровка. Население — 7 человек (2010).

## История
Возникла в первой половине XIX века, бывшее владение Бородовицыных (позднее — сельцо), в составе Брянского уезда (располагалась у границы с Рославльским уездом Смоленской губернии). Входила в приход села Рековичи; с 1850 года — села Алешня, с 1882 — села Давыдчи. В 1897 была открыта церковно-приходская школа. С 1861 по 1924 в Алешинской волости Брянского (с 1921 — Бежицкого) уезда; позднее в Дубровской волости, Дубровском районе (с 1929). До 2005 года входила в Немерский сельсовет, Дубровский поссовет.
У южной окраины деревни — железнодорожная платформа (222 км) на линии Брянск—Рославль.